# Charles Williams (Schauspieler)
Charles B. Williams (* 27. September 1898 in Albany, New York; † 3. Januar 1958 in Hollywood, Kalifornien) war ein US-amerikanischer Drehbuchautor und Schauspieler.

## Leben
Charles Williams wurde 1898 in Albany, im US-Bundesstaat New York geboren.
1922 hatte Williams in dem Film The Old Homestead sein Filmdebüt aber er arbeitete auch als Autor und Regieassistent hinter der Kamera. Er wurde in den New Yorker Studios von Paramount Pictures gedreht. 1951 stand er in der Fernsehserie The Adventures of Kit Carson erstmals für das Fernsehen vor der Kamera. 1951 bis 1953 erhielt er seine erste wiederkehrende Rolle in der Fernsehserie The Cisco Kid.
Er war mit Virginia Josephine Evans verheiratet und sie hatten ein Kind.

## Filmografie
- 1922: The Old Homestead
- 1925: Action Galore
- 1931: The Mad Genius
- 1931: Forgotten Women
- 1931: Delicious
- 1932: Dance Team
- 1932: Letty Lynton
- 1932: Strangers of the Evening
- 1932: Radio-Polizei-Patrouille (Radio Patrol)
- 1932: Blondie of the Follies
- 1932: 70,000 Witnesses
- 1932: Faithless
- 1932: Madison Square Garden
- 1932: Ring frei für die Liebe (Flesh)
- 1932: The Devil Is Driving
- 1932: Frisco Jenny
- 1933: Central Airport
- 1933: Made on Broadway
- 1933: The Nuisance
- 1933: Gambling Ship
- 1933: Sitting Pretty
- 1933: Ich tanze nur für Dich (Dancing Lady)
- 1934: The Big Shakedown
- 1934: This Side of Heaven
- 1934: The Crosby Case
- 1934: The Show-Off
- 1934: The Lost Jungle
- 1934: A Very Honorable Guy
- 1934: Sadie McKee
- 1934: Private Scandal
- 1934: Der dünne Mann (The Thin Man)
- 1934: Now I'll Tell
- 1934: Friends of Mr. Sweeney
- 1934: Harold Lloyd, der Strohmann (The Cat’s-Paw)
- 1934: Millionäre bevorzugt (The Girl from Missouri)
- 1934: Broadway-Show (Dames)
- 1934: Woman in the Dark
- 1936: The Drag-Net
- 1936: Rhythm on the Range
- 1936: Charlie Chan beim Pferderennen (Charlie Chan at the Race Track)
- 1936: Hollywood Boulevard
- 1936: Wedding Present
- 1936: Rose Bowl
- 1936: Four Days Wonder
- 1936: Arizona Mahoney
- 1936: Crack-Up
- 1936: Sinner Take All
- 1936: Sing Me a Love Song
- 1937: Espionage
- 1937: Der Liebesreporter (Love Is News)
- 1937: Fair Warning
- 1937: … und ewig siegt die Liebe (History Is Made at Night)
- 1937: Jim Hanvey, Detective
- 1937: Ein Stern geht auf (A Star Is Born)
- 1937: As Good as Married
- 1937: Turn Off the Moon
- 1937: Big Business
- 1937: Sing and Be Happy
- 1937: Flying Fists
- 1937: Wake Up and Live
- 1937: The Lady Escapes
- 1937: Für Sie, Madame … (Vogues of 1938)
- 1937: It Happened in Hollywood
- 1937: Charlie Chan am Broadway (Charlie Chan on Broadway)
- 1937: Behind the Mike
- 1937: Sky Racket
- 1937: Partners in Crime
- 1937: Mr. Dodd geht nach Hollywood (Stand-In)
- 1937: Merry-Go-Round of 1938
- 1937: Blossoms on Broadway
- 1937: Amateur Crook
- 1937: Love and Hisses
- 1938: Chicago (In Old Chicago)
- 1938: Mannes-Test (Man-Proof)
- 1938: The Lone Ranger
- 1938: Born to Be Wild
- 1938: Hollywood Stadium Mystery
- 1938: Mr. Moto und der Wettbetrug (Mr. Moto’s Gamble)
- 1938: Joy of Living
- 1938: Alexander’s Ragtime Band
- 1938: The Marines Are Here
- 1938: Men with Wings
- 1938: Little Miss Broadway
- 1938: Gateway
- 1938: Hold That Co-ed
- 1938: Just Around the Corner
- 1938: Trade Winds
- 1939: Ambush
- 1939: Wife, Husband and Friend
- 1939: Tanz auf dem Eis (The Ice Follies of 1939)
- 1939: The Flying Irishman
- 1939: My Wife's Relatives
- 1939: Undercover Doctor
- 1939: Unexpected Father
- 1939: Those High Grey Walls
- 1939: Sabotage
- 1939: Jesse James (Days of Jesse James)
- 1939: Charlie McCarthy, Detective
- 1940: Women Without Names
- 1940: Johnny Apollo
- 1940: Primrose Path
- 1940: Enemy Agent
- 1940: Girl in 313
- 1940: Grand Ole Opry
- 1940: Marked Men
- 1941: You're the One
- 1941: The Great Train Robbery
- 1941: Mr. District Attorney
- 1941: The Lady from Cheyenne
- 1941: Reaching for the Sun
- 1941: Angels with Broken Wings
- 1941: Down in San Diego
- 1941: Flying Cadets
- 1941: The Great Man's Lady
- 1941: Melody Lane
- 1942: Don't Get Personal
- 1942: Blue, White and Perfect
- 1942: The Fleet's In
- 1942: Roxie Hart
- 1942: Girls' Town
- 1942: The Affairs of Jimmy Valentine
- 1942: Inside the Law
- 1942: My Favorite Spy
- 1942: One Thrilling Night
- 1942: Night in New Orleans
- 1942: Joan of Ozark
- 1942: Der große Wurf (The Pride of the Yankees)
- 1942: Sechs Schicksale (Tales of Manhattan)
- 1942: Careful, Soft Shoulders (Careful, Soft Shoulder)
- 1942: Call of the Canyon
- 1942: Isle of Missing Men
- 1942: Secrets of the Underground
- 1942: Time to Kill
- 1942: Ice Capades Revue
- 1943: Salute for Three
- 1943: Chatterbox
- 1943: Redhead from Manhattan
- 1943: I Escaped from the Gestapo
- 1943: Sarong Girl
- 1943: The West Side Kid
- 1943: Nobody's Darling
- 1943: Always a Bridesmaid
- 1943: The Girl from Monterrey
- 1943: Where Are Your Children?
- 1943: Whispering Footsteps
- 1944: Career Girl
- 1944: Sweethearts of the U.S.A.
- 1944: Rosie the Riveter
- 1944: Song of the Open Road
- 1944: Goodnight, Sweetheart
- 1944: Als du Abschied nahmst (Since You Went Away)
- 1944: Johnny Doesn’t Live Here Anymore
- 1944: Call of the Rockies
- 1944: Atlantic City
- 1944: Kansas City Kitty
- 1944: Greenwich Village
- 1944: A Wave, a WAC and a Marine
- 1944: Irish Eyes Are Smiling
- 1944: End of the Road
- 1944: Lake Placid Serenade
- 1944: Gentle Annie
- 1945: Sham (Fernsehfilm)
- 1945: The Man Who Walked Alone
- 1945: Identity Unknown
- 1945: Hollywood and Vine
- 1945: Honeymoon Ahead
- 1945: Out of This World
- 1945: Scared Stiff
- 1945: Hitchhike to Happiness
- 1945: Seine Frau ist meine Frau (Guest Wife)
- 1945: Love, Honor and Goodbye
- 1945: Duffy's Tavern
- 1945: Doll Face
- 1946: A Guy Could Change
- 1946: Im Netz der Leidenschaften (The Postman Always Rings Twice)
- 1946: Rainbow Over Texas
- 1946: Passkey to Danger
- 1946: Without Reservations
- 1946: Sinfonie in Swing (Do You Love Me)
- 1946: Skandal im Sportpalast (Joe Palooka, Champ)
- 1946: Our Hearts Were Growing Up
- 1946: Deadline for Murder
- 1946: A Boy, a Girl and a Dog
- 1946: Tag und Nacht denk’ ich an Dich (Night and Day)
- 1946: Red River Renegades
- 1946: Queen of Burlesque
- 1946: Two Guys from Milwaukee
- 1946: Lady Chaser
- 1946: Heldorado
- 1946: Ist das Leben nicht schön? (It’s a Wonderful Life)
- 1947: Yankee Fakir
- 1947: Die Dame und der Cowboy (Saddle Pals)
- 1947: The Trespasser
- 1947: The Spirit of West Point
- 1947: Her Husband's Affairs
- 1947: Heading for Heaven
- 1947: My Wild Irish Rose
- 1948: Hazard
- 1948: April Showers
- 1948: Half Past Midnight
- 1948: Abenteuer im Wilden Westen (The Dude Goes West)
- 1948: Marshal of Amarillo
- 1948: Texas, Brooklyn & Heaven (Texas, Brooklyn and Heaven)
- 1948: Embraceable You
- 1948: The Strange Mrs. Crane
- 1948: Parole, Inc.
- 1949: Frau in Notwehr (The Accused)
- 1949: The Judge
- 1949: Grand Canyon
- 1949: Der Brandstifter von Los Angeles (Arson, Inc.)
- 1949: Sturm über dem Pazifik (Task Force)
- 1949: The Woman on Pier 13 (I Married a Communist)
- 1950: Paid in Full
- 1950: Counterspy Meets Scotland Yard
- 1950: The Missourians
- 1951: Gasoline Alley (Gasoline Alley and Friends)
- 1951: Das Wiegenlied vom Broadway (Lullaby of Broadway)
- 1951: Kentucky Jubilee
- 1951: According to Mrs. Hoyle
- 1951: Criminal Lawyer
- 1951: Painting the Clouds with Sunshine
- 1951: A Millionaire for Christy
- 1951: Corky of Gasoline Alley
- 1951: The Adventures of Kit Carson (Fernsehserie, Folge 1x19)
- 1951: Life with Buster Keaton (Fernsehserie)
- 1951, 1953: The Cisco Kid (Fernsehserie, 2 Folgen)
- 1952: Rebound (Fernsehserie, eine Folge)
- 1952: Hat jemand meine Braut gesehen? (Has Anybody Seen My Gal?)
- 1952: She's Working Her Way Through College
- 1952–1953: Mr. & Mrs. North (Fernsehserie, 2 Folgen)
- 1953: The Magnetic Monster
- 1953: Main Street to Broadway
- 1954: Abbott und Costello (The Abbott and Costello Show, Fernsehserie, Folge 2x13)
- 1954: Topper (Fernsehserie, Folge 1x31)
- 1954: Public Defender (The Public Defender, Fernsehserie, Folge 2x03)
- 1954: The Gene Autry Show (Fernsehserie, Folge 4x13)
- 1954: Willy (Fernsehserie, Folge 1x08)
- 1954–1955: I Married Joan (Fernsehserie, 2 Folgen)
- 1954, 1956: Superman – Retter in der Not (Adventures of Superman, Fernsehserie, 2 Folgen)
- 1955: So This Is Hollywood (Fernsehserie, Folge 1x05)
- 1955: Annie Oakley (Fernsehserie, Folge 2x09)
- 1955: Studio 57 (Fernsehserie, Folge 1x27)
- 1955: The Eddie Cantor Comedy Theater (The Eddie Cantor Comedy Theatre, Fernsehserie, Folge 1x21)
- 1955: The Twinkle in God's Eye
- 1955: Ein Mann wie der Teufel (A Lawless Street)
- 1956: Our Miss Brooks (Fernsehserie, Folge 4x21)
- 1956: Fighting Trouble
- 1956: Ethel Barrymore Theater (Fernsehserie, Folge 1x11)